# 코딱지

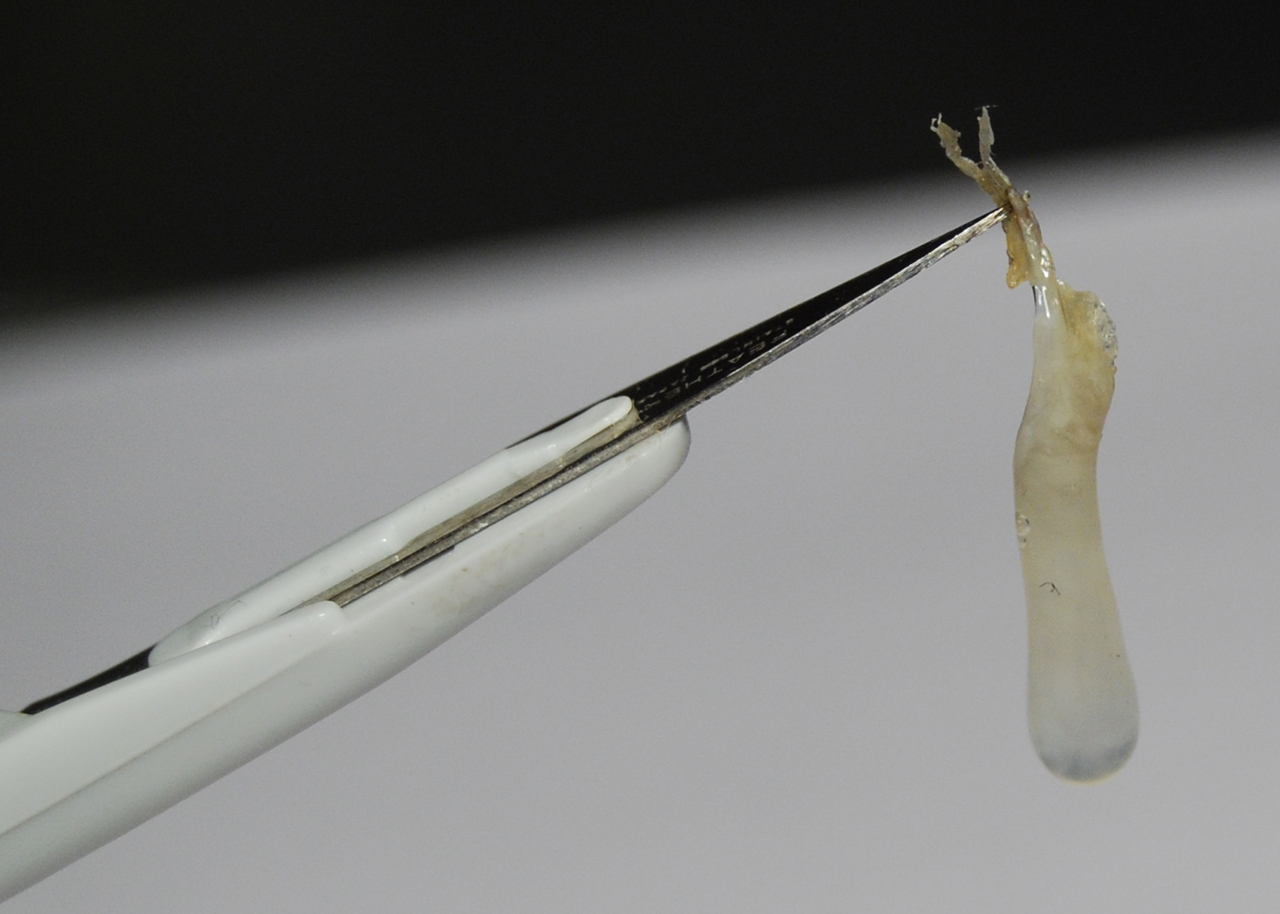
코딱지

코딱지는 코에서 나오는 분비물로, 코털이나 점막이 먼지를 모았을 때, 굳으면 덩어리가 생기는데 그것이 코딱지이다.

## 섭취
스테판 게이츠는 그의 책 《Gastronaut》에서 마른 코딱지를 먹는 것에 대해 논하고 있으며, 질문을 받은 사람들 중 44%가 성인이 되어 마른 코딱지를 먹었고 이를 좋아했다고 언급하고 있다. 코딱지가 공기에 떠다니는 오염물질들을 걸러내기 때문에 코딱지를 먹는 행위는 건강하지 않게 생각될 수 있다. 게이츠는 "우리의 몸은 코딱지를 소비할 수 있도록 '구성'되어 있다"고 평하였는데 그 이유는 코딱지는 일반적으로 섬모의 움직임에 의해 안으로 이동된 다음 삼켜지기 때문이다. 인스브루크의 Privatklinik Hochrum의 기도학자 Friedrich Bischinger는 코파기와 코딱지를 먹는 것이 실제로 면역계에 이로울 수 있다고 언급한다.

## 같이 보기
- 코파기